# Amtsenthebung (Kanonisches Recht)
Die Amtsenthebung (amotio) ist eine Form der Amtsbeendigung im kanonischen Recht. Sie wird gegen den Willen des Amtsinhabers durchgeführt und stellt eine Disziplinarmaßnahme, keine Kirchenstrafe dar.

## Römisch-katholische Kirche
Von Amts wegen ist eine Amtsenthebung durchzuführen bei Verlust des Klerikerstandes, bei Abfall vom katholischen Glauben oder bei Klerikern, die versucht haben, eine Ehe, und sei es auch nur eine Zivilehe, einzugehen. So enthob Papst Johannes Paul II. den Bischof von Évreux Jacques Gaillot im Jahr 1995 seines Amtes, nachdem dieser sich mehrmals gegen die Lehre der Kirche geäußert und sich etwa für die Anerkennung gleichgeschlechtlicher Paare ausgesprochen hatte, Papst Benedikt XVI. 2011 den australischen Bischof William Morris, weil dieser in Erwägung gezogen hatte, auch Frauen oder verheiratete Männer zu Priestern zu weihen, oder Papst Franziskus den argentinischen Bischof Rogelio Ricardo Livieres Plano und den amerikanischen Bischof Joseph Edward Strickland.
Der Amtsverzicht ist eine Möglichkeit, der Amtsenthebung zuvorzukommen. Die Amtsenthebung eines Bischofs kommt nur selten vor, weil stattdessen der Bischof aufgefordert wird, den Rücktritt anzubieten, dem in der Regel nachgekommen wird. Dieser Rücktritt zählt dann an sich wie eine (gewöhnliche) Emeritierung (nach can. 401) und nicht als Amtsenthebung.
Die Amtsenthebung muss schriftlich mitgeteilt werden.
Der CIC regelt grundsätzlich die Amtsenthebung, nach Can. 192 gibt es die Amtsenthebung durch Dekret (Can. 193) und die Amtsenthebung als Rechtsfolge (Can. 194).
Can. 193
§ 1. Eines Amtes, das jemand auf unbestimmte Zeit übertragen ist, kann dieser nur aus schwerwiegenden Gründen und unter Einhaltung der im Recht festgelegten Verfahrensweise enthoben werden.
§ 2. Dasselbe gilt, damit jemand eines Amtes, das ihm auf bestimmte Zeit übertragen ist, vor Ablauf dieser Zeit enthoben werden kann, unbeschadet der Vorschrift des can. 624, § 3.
§ 3. Eines Amtes, das jemand gemäß den Rechtsvorschriften nach dem klugen Ermessen der zuständigen Autorität übertragen ist, kann dieser aus gerechtem Grund nach dem Urteil derselben Autorität enthoben werden.
§ 4. Damit das Dekret der Amtsenthebung Rechtswirkung erlangt, ist es schriftlich mitzuteilen.
Can. 194
§1. Eines Kirchenamtes wird von Rechts wegen enthoben:
1) wer den Klerikerstand verloren hat;
2) wer vom katholischen Glauben oder von der Gemeinschaft der Kirche öffentlich abgefallen ist;
3) ein Kleriker, der eine, wenn auch nur zivile, Eheschließung versucht hat.
§ 2. Die in nn. 2 und 3 genannte Amtsenthebung kann nur dann geltend gemacht werden, wenn sie aufgrund einer Erklärung der zuständigen Autorität feststeht.

## Evangelische Kirchen
Die Amtsenthebung von Personen, die in einem Dienstverhältnis zu einer der Mitgliedskirchen der Evangelische Kirche in Deutschland in Deutschland stehen, ist in einem Disziplinargesetz geregelt.